# 全國優秀青年詩人獎
全國優秀青年詩人獎是由中華民國新詩學會頒發的獎項。每年度頒贈之「優秀青年詩人獎」目的在於提拔新秀，並與中國文藝協會共同舉辦詩學研討會、詩歌朗誦會、新詩研究班及新詩集發表會等，藉以推廣新詩運動，期望「詩」能走入社會、深入家庭。

## 歷年得獎名單
- 1966年：林煥彰
- 1967年：林綠（丁善雄）
- 1968年：陳慧樺（陳鵬翔）
- 1969年：鄭炯明
- 1970年：吳晟、黃勁連
- 1971年：古月、劉墉
- 1974年：吳敏顯
- 1975年：劉易齋、季野（季滇生）
- 1976年：白靈
- 1977年：向陽、林大龍（林仙龍）、吳德亮
- 1978年：莫渝、沈花末
- 1983年：范揚松
- 1985年：林燿德、莊雲惠、陳欣心
- 1986年：黃智溶、楊維晨
- 1987年：侯吉諒、蔡富澧
- 1988年：田運良
- 1989年：筱曉、張國治
- 1990年：廖肇亨
- 1991年：白家華、陳謙（陳文成）、顏艾琳[2]
- 1992年：漢駱、顏艾琳、吳錫和、須文蔚、江淑敏、賴益成[3]
- 1993年：林群盛、徐大(徐懷鴻)、唐捐
- 1994年：莫野
- 1995年：陳正凡、杜紫楓
- 1996年：丁威仁、吳宇倫
- 1997年：楊火金
- 1998年：大蒙、歐陽柏燕、陳去非、祝康偉、林雅玫
- 1999年：蔡豐全、李郁（李謙易）
- 2000年：施俊州、徐國能、陽荷（陳碧珠）
- 2001年：洪淑苓、劉益州、王宗仁、蘇青（許玉青）、水若、周若鵬、李懷、王信、鯨向海、楊佳嫻
- 2002年：曾琮琇、林婉瑜、若驩、紫鵑、何亭慧、張瓊方、吳文超
- 2003年：木焱（林志遠）、林怡翠、解昆樺、陳雋弘、廖之韻、伍季（劉志宏）、洪揚、子青（張貴松）
- 2004年：曾念（曾期星）、子建（甘子建）、李長青、張繼琳、劉哲廷、文摩（廖文賢）、洪書勤
- 2005年：趙鴻中、林達陽、張曉萍、陳冠宇、溫少杰、哲明
- 2006年：廖大期、惠童、許赫、林佳儀、莫傑、曹尼（曹志田）、陳允元、阿讓（林泰瑋）
- 2007年：魚果（陳俊豪）、果果（張郁國）、鄭智仁、王浩翔、然靈（張葦菱）
- 2008年：波戈拉（王勝南）
- 2009年：游書珣、潘家欣、吳翔逸、蔣闊宇、謝明成[4]
- 2010年：馮瑀珊、洪春峰、楊書軒、程歆淳、廖啟余、李東霖
- 2011年：李嘉華、廖亮羽、張英珉、周盈秀
- 2013年：阿布（劉峻豪）、黃安祖、賀婕（賀春樺）、莊皓云
- 2014年：陳昱文、陳少、崎雲（吳俊霖）、黃岡（黃芝雲）、龍妍
- 2015年：謝予騰、楊智傑、張日郡、閑芷（翁繪棻）、趙文豪、宋尚緯[5]
- 2016年：蘇家立、李蘋芬、楚影[6]
- 2017年：陳威宏、葉緹、張心柔、林益彰、霍育琥[7]
- 2018年：郭哲佑、葉語婷、林宇軒、齡槿（黃詠琳）、席地、林家淇、袁丞修、林佳穎、陳昆道[8]

- 2019年：李家棟、曾貴麟、吳緯婷、林宗翰（羽弦）、吳添楷、王信益、張舒婷、蕭宇翔、鍾永興（徐行）、林餘佐、呂振嘉、王俐媛[9]
- 2020年：煮雪的人、洪崇德、陳偉哲、田煥均、施傑原、湯雅筑[10]
- 2021年：梁孟娟（追奇）、卓純華、蔡雅婷（鹿鳴）、江俊億、詹明杰、蔡知臻、謝惠貞（蔡雨杉）、黃木擇、利文祺、王柄富、徐詩婷（洛芙）、徐江圖、王聖元[11]
- 2022年：陳冠良、林荷修、鄭田靖、張元、吳宣瑩（栩栩）、李昀墨、謝銘、郭瀅瀅、李中翔、扈嘉仁、周婉晴、蔡維哲（旋木）、陳思婷、林郁青[12]
- 2023年：騷夏、楊愛雯（采菲）、葉相君、黃向澤、商瑜容、郭霖、柏森、賴俋有、陳正立、伍政瑋、洪均榮、歐筱佩[13]
- 2024年： 陳有志、余學林、江宇熙、林良、林念慈、周駿安、賴相儒、張瑞欣、樊屏、張楷治、吳昕洳、蘇婕妤、王昱忻、候瀚

## 得獎年份不明者
一信、向明、杜紫楓、孫維民、落蒂、羅智成、丹萱、方群、紀小樣、鍾順文、琹川、徐望雲、薛莉、莊秋瓊、陳寧貴、林德俊